# لانتانا مسطحة الأوراق
لانتانا مسطحة الأوراق (الاسم العلمي: Lantana planifolia) هي نوع نباتي يتبع جنس اللانتانا من فصيلة اللويزية.